# Conostegia
Conostegia es un género de plantas fanerógamas de la familia Melastomataceae con 107 especies, Es originario de América.

## Descripción
Son árboles o arbustos; con ramitas distales teretes a subcuadradas, variadamente pelosas a glabras. Hojas en su mayoría 5-25 cm, cartáceas a subcoriáceas, enteras a dentadas, undulado-denticuladas o serruladas. Flores 4-12-meras y típicamente polistémonas, en panículas terminales o subterminales (rara vez seudo-axilares), multifloras, bracteadas. Hipanto cupulado, campanulado o hemisférico, glabro por dentro y típicamente de paredes gruesas; cáliz caliptriforme, circuncísil en la base, o cerca de esta, en la antesis. Pétalos obovados a obtriangulares y glabros, el ápice algunas veces conspicuamente emarginado o retuso y asimétrico, los márgenes algunas veces undulados, blancos, algunas veces rosados o color lavanda. Estambres 8-52, 2-6 veces o más el número de pétalos, isomorfos y glabros; anteras linear-oblongas o subuladas, típicamente amarillas, en su mayoría lateralmente comprimidas, con un solo poro terminal o ventral-terminal, los conectivos no apendiculados ni prolongados. Estigma puntiforme a truncado o capitado, algunas veces formando un anillo ampliamente peltado de lobos lateralmente aplanados. Ovario 4-25-locular, completamente ínfero, el ápice glabro ligeramente elevado y frecuentemente alargado para formar un cono y/o un collar que envuelve la base del estilo. Fruto abayado; semillas obovoides o irregularmente piramidales, lisas o rara vez ásperas y ligeramente angulosas.

## Taxonomía
El género fue descrito por David Don y publicado en Memoirs of the Wernerian Natural History Society 4: 284-285, 316-317, en el año 1823.

## Especies seleccionadas
- Conostegia acuminata	Steud.	Flora 27: 722	1844
- Conostegia acutidentata	A. Rich.	Hist. Phys. Cuba, Pl. Vasc.	1845
- Conostegia affinis	Urban	Ark. Bot. 17: 29	1929
- Conostegia apiculata	Wurdack	Brittonia 9(2): 103-104	1957
- Conostegia arborea	(Schltdl.) Steud.	Nomencl. Bot. (ed. 2) 1: 405	1841
- Conostegia attenuata	Triana	Trans. Linn. Soc. London 28(1): 98	1871 [1872]
- Conostegia avulcanalis
- Conostegia balbisiana	Ser.	Prodr. 3: 174	1828